# Amy Ray
Pour les articles homonymes, voir Ray.
Amy Ray née le 12 avril 1964, à Decatur (Géorgie, États-Unis) est membre du groupe de Folk r-rock américain Indigo Girls.  

## Biographie
Amy Ray naît le 12 avril 1964 à Decatur, en Géorgie. Son père, Larry Graydon, est radiologiste ; sa mère, née Frances Walker, tient le foyer familial,. Elle a deux sœurs aînées, Laura et Susan. 
Elle est scolarisée à la Laurel Ridge Elementary School, dans le Comté de DeKalb (Géorgie) tout près de Decatur, où elle rencontre sa future partenaire des Indigo Girls, Emily Saliers, d'un an son aînée,. Après son diplôme de fins d'études secondaires, Amy Ray déménage à Nashville, dans le Tennessee, pour étudier l'anglais et la religion à l’université Vanderbilt. Elle rentre en Géorgie en 1984 et termine ses études à l'Université Emory à Atlanta. 
Elle est une artiste engagée dans la défense des droits des homosexuels, des femmes et des Amérindiens et contre toute forme de violence, notamment armée[réf. souhaitée]. Elle participe à de nombreux concerts caritatifs défendant ces causes[réf. souhaitée].
Elle est en couple depuis 2006 avec Carrie Schrader, qui donne naissance à une fille en 2018. Elles vivent dans le nord de la Géorgie.

## Carrière professionnelle
En parallèle de sa carrière en tant que Indigo Girls, elle publie en 2001 son premier album solo Stag, dans sa propre maison de disques Daemon Records (en). Ses textes révèlent son combat contre le sexisme existant dans l'univers de la musique (Lucystoners) et son engagement contre les ségrégations dont font l'objet les personnes homosexuelles et transgenres (Laramie, fait référence à l'assassinat, à Laramie, de Matthew Shepard jeune étudiant de 21 ans violemment tué en raison de son homosexualité). 
Son deuxième album édité en avril 2005, prend place dans son Sud-Est natal, entre la banlieue d'Atlanta et un milieu rural. L'univers scolaire y est également présent en fil rouge, en témoigne le titre de l'album Prom, terme américain désignant le bal de promo qui a lieu à la fin de l'année scolaire. Il évoque la balance entre genre et sexualité, homme et femme, jeunes et adultes, autorité et rébellion. À titre d'exemple, la Rural Faggots (littéralement « les pédés ruraux ») raconte la difficulté de se découvrir homosexuel quand on appartient au milieu rural. Quant à Blender, le titre révèle la nécessité de se mélanger et d'arrêter toute forme de ségrégation. Amy Ray y critique le milieu Punk rock, pratiquant le racisme alors que se définissant comme un mouvement anti-système et ouvert aux différences. 

## Discographie

### Carrière solo

#### Albums Studio
- 2001 : Stag, Amy Ray, Daemon Records
- 2005 : Prom, Amy Ray, Daemon Records
- 2008 : Didn't It Feel Kinder, Amy Ray, Daemon Records
- 2012 : Lung of Love, Amy Ray, Daemon Records
- 2014 : Goodnight Tender, Amy Ray, Daemon Records

#### Albums Live
- 2007 : Amy Ray and The Volunteers, Live From Knoxville, Amy Ray, Daemon Records
- 2010 : MVP Live, Amy Ray, Daemon Records
- 2015 : The Tender Hour : Amy Ray Live From Seattle, Amy Ray, Daemon Records

### Indigo Girls

#### Album Studio
- 1987 : Strange Fire, Indigo Girls, Indigo Records
- 1989 : Indigo Girls, Indigo Girls, Epic Records / Sony Music Entertainment
- 1990 : Nomads Indians Saints, Indigo Girls, Epic Records / Sony Music Entertainment
- 1992 : Rites Of Passage, Indigo Girls, Epic Records / Sony Music Entertainment
- 1994 : Swamp Ophelia, Indigo Girls, Epic Records / Sony Music Entertainment
- 1997 : Shaming of the Sun, Indigo Girls, Epic Records / Sony Music Entertainment
- 1999 : Come On Now Social, Indigo Girls, Epic Records / Sony Music Entertainment
- 2002 : Become You, Indigo Girls, Epic Records / Sony Music Entertainment
- 2004 : All That We Let In, Indigo Girls, Epic Records / Sony Music Entertainment
- 2005 : Rarities, Indigo Girls, Epic Records / Sony Music Entertainment
- 2006 : Despite Our Differences, Indigo Girls, Hollywood Records

#### Albums Live
- 1989 : Reverse 1 Live, Indigo Girls, Epic Records / Sony Music Entertainment
- 1990 : Land Of Canaan + Five Live, Indigo Girls, Epic Records / Sony Music Entertainment
- 1991 : Back on the Bus Y’all, Indigo Girls, Epic Records / Sony Music Entertainment
- 1995 : 1200 Curfews, Indigo Girls, Epic Records / Sony Music Entertainment
- 2010 : Staring Down the Brilliant Dream, Indigo Girls, Vanguard / Concord Music Group

## Filmographie

### Comme actrice
- 1995 : 1995 : Avec ou sans hommes de Herbert Ross : Indigo Girls
- 2003 : Join the Resistance: Fall in Love court métrage de Franklin López : Amy Ray
- 2015 :  Transparent, série télévisée américaine de Jill Soloway : Indigo Girls

### Live et documentaires
- 1998 : Watershed: 10 Years of Underground Video de Susan Lambert : Indigo Girls
- 2000 : Live at the Fillmore in Denver de Michael Drumm : Indigo Girls
- 2004 : Live At The Uptown Lounge de Tamra Davis : Indigo Girls
- 2009 : Live at the Roxy de Mark Lucas : Indigo Girls
- 2015 : Making of One Lost Day de Kathlyn Horan : Indigo Girls